# 이정원
이정원(李晶媛, 1975년 5월 28일 ~ )은 대한민국의 바둑 기사이다.

## 약력
대전광역시 출신으로 권갑용 문하에서 바둑을 배웠으며, 1994년에 입단했다. 1995년 제2기와 1996년 제3기 여류프로국수전에서 준우승을 했고 제3회 보해컵 세계여자바둑선수권대회 본선에 진출했다.1999년 (제1기), 2001년(제3기), 2003년(제5기) 여류명인전 본선에 올랐으며, 개정된 승단규정에 의해 2단으로 승단했다.
2006년 제12기 여류국수전 본선에 진출했고, 2009년 제15기 가그린배 프로여류국수전 본선에 올랐고 2012년 3단으로 승단했다. 2015년 여류명인전 본선에 진출했다. 1995년부터 1998년까지 EBS 바둑교실 진행을 맡았다. 1998년 BTV(현 바둑TV)의 조연출을 맡았던 조경재 씨와 결혼하며, 1999년 서울 은평구의 <이정원 바둑교실>을 자신의 기사 이름을 걸고 운영하고 있다. 그후 BTV(현 바둑 TV) 《소소회 리그》,《바둑이 보인다》등을 진행했다.